# Lina Stoltz
Lina Stoltz, född 22 december 1974, är en svensk författare, bosatt i Luleå, Norrbottens län. 

## Biografi
Stoltz debuterade 1998 med ungdomsboken Quenas konung, som översatts till finska och ryska. Minna och mirakelmannen är en barnbok och är översatt till finska, meänkieli och ryska. När inte ens lärarna vet, handlar om barnets existentiella frågor. Hon har intresserat sig för det finska nationaleposet Kalevala i Kalevala – berättad för alla åldrar.
Lina Stoltz är dotter till författaren Bengt Pohjanen. 

## Priser och utmärkelser
- 2012 – Rubus arcticus
- 2015 – Norrlands litteraturpris
- 2023 - Norrlands litteraturpris